# هیدروگراف

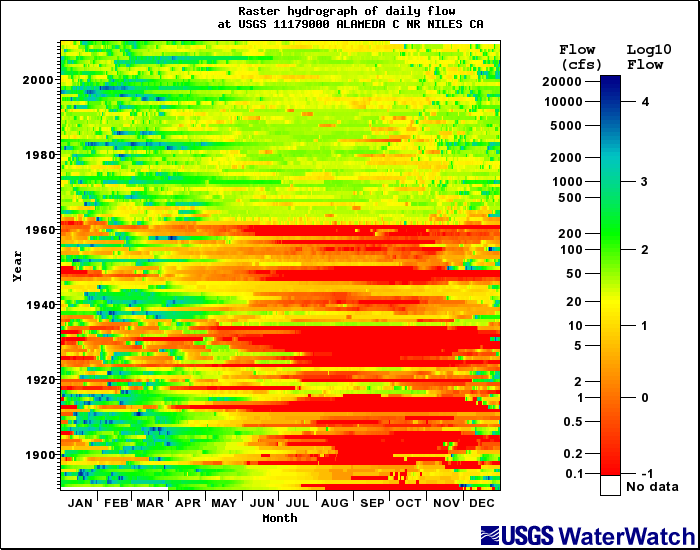
هیدروگراف های رستری، نمودارهای تخلیه رودخانه مبتنی بر پیکسل برای تجسم و شناسایی تغییرات و تغییرات در مجموعه داده های چند بعدی بزرگ هستند.

هیدروگراف یا آب‌نگاشت یا آب‌نگار منحنی تغییرات دبی بر حسب زمان را گویند. هر چند تغییرات سطح آب در زمان نیز هیدروگراف نامیده می‌شود ( مثلاً در مورد آب‌های زیرزمینی یا نوسانات سطح دریاچه‌ها و مخازن ). بررسی هیدروگراف حوزه، امکان مطالعه دبی حداکثر سیلاب، حجم سیلاب و میزان ذخیره حوزه پس از قطع بارندگی را فراهم می‌آورد و در طراحی ابعاد سازه‌های آبی، نقش اساسی دارد.
تحلیل هیدروگراف به روندی در مهندسی هیدرولوژی گفته می‌شود که بخش عمده‌ای از عملیات هیدرولوژی سیل را به خود اختصاص می‌دهد. هیدروگراف نموداری است که در آن رفتار حوضه در مقابل بارندگی تصویر می‌شود.

## عوامل مؤثر در شکل هیدروگراف
عوامل متعددی بر روی شکل هیدروگراف تأثیر می‌گذارد که می‌توان آنها را به دو دسته کلی، عوامل فیزیولوژیکی و عوامل هواشناسی تقسیم بندی نمود.

### عوامل فیزیولوژیکی
شامل ۱. مشخصات حوضهٔ آبریز ۲. مورفولوژی رودخانه ۳. مشخصات نفوذ
1. مشخصات حوضه آبریز: عواملی هم چون شکل، ابعاد، شیب، طبیعت دره‌ها،... از جمله این مشخصات است. هر چه قدرمساحت حوضه بیشتر باشد، شکل هیدروگراف به صورت کشیده و پخ است. هرچه قدر شکل حوضه گرد تر باشد هیدروگراف نوک تیز تر است، به این دلیل که آب‌ها همزمان به نقطه خروجی می‌رسند.
2. مورفولوژی رودخانه: چنانچه آب در مسیر خود دارای دشت‌های سیلابی باشد یا از روی دریاچه‌ای عبور کند، قسمتی ازسیلاب به طور موقت در این نواحی ذخیره شده و دبی اوج هیدروگراف کاهش می‌یابد. در این حالت شیب شاخه نزولی کاهش یافته و زمان پایهٔ هیدروگراف طولانی می‌شود.
3. مشخصات نفوذ: از جمله مشخصات نفوذ می‌توان به کاربری اراضی نوع خاک و مشخصات زمین شناختی وعوامل ذخیره‌ای همچون دریاچه و باتلاق اشاره نمود.

### عوامل هواشناسی
این عوامل شامل مشخصات بارش (همچون نوع بارندگی، شدت بارش، تداوم بارش ونحوهٔ حرکت تودهٔ باران روی حوضه) وتبخیر و تعرق می‌باشد.